# ان‌جی‌سی ۷۵۳۱
ان‌جی‌سی ۷۵۳۱ (انگلیسی: NGC 7531) یک کهکشان مارپیچی میانی است که در صورت فلکی درنا قرار دارد. این کهکشان در فاصله ۷۰ میلیون سال نوری از زمین قرار دارد، که با توجه به ابعاد ظاهری آن، به این معنی است که NGC 7531 حدود ۹۵۰۰۰ سال نوری وسعت دارد. این کهکشان در ۲ سپتامبر ۱۸۳۶ توسط جان هرشل کشف شد.